# Tauriac (Lot)
Tauriac is een gemeente in het Franse departement Lot (regio Occitanie) en telt 362 inwoners (2005). De plaats maakt deel uit van het arrondissement Figeac.

## Geografie
De oppervlakte van Tauriac bedraagt 8,1 km², de bevolkingsdichtheid is 44,7 inwoners per km².
De onderstaande kaart toont de ligging van Tauriac (Lot) met de belangrijkste infrastructuur en aangrenzende gemeenten.

## Demografie
Onderstaande figuur toont het verloop van het inwonertal (bron: INSEE-tellingen).

1. ↑  Populations de référence 2022.